# Tramon Williams
(en) Statistiques sur pro-football-reference
Tramon Vernell Williams (né le 16 mars 1983 à Houma) est un joueur américain de football américain évoluant au poste de cornerback.

## Carrière

### Universitaire
Williams commence à jouer dans son lycée, la Assumption HighSchool de Napoleonville. En 2001, il reçoit son diplôme, et entre à l'université de Louisiana Tech. Il rejoint les Bulldogs et commence comme defensive back. Il obtient un bachelor en sociologie et en sciences informatiques.

### Professionnelle
Tramon n'est sélectionné par aucune équipe lors du draft de la NFL de 2006 ; il signe un contrat avec les Texans de Houston le 2 mai 2006, mais est libéré par la franchise du Texas juste avant le début de la saison 2006.
Il signe le 29 novembre 2006 en faveur des Packers de Green Bay mais ne joue aucun match lors de la saison 2006. En 2007, après de bonnes performances dans les matchs de pré-saison, Williams est intégré à l'équipe active des Packers. Il joue tous les matchs de la saison (dont un comme titulaire), effectuant dix-sept tacles, une interception et quatre passes déviées. Il est mis à la position de kick returner enregistrant une moyenne de 22,8 yards par ballon à ce poste. Il marque un punt return lors de cette saison de 94 yards.
En 2008, il commence à se faire une place dans l'équipe de Green Bay, étant titularisé à neuf reprises, effectuant cinquante-sept tacles et cinq interceptions. En 2009, il remplace Al Harris, blessé, et fait quatre interceptions ainsi que cinquante-cinq tacles avec quatorze passes déviées et un sack.
Pour la saison 2010, Williams est titularisé au poste de cornerback. Il fait six tacles et intercepte notamment une passe de Michael Vick, quarterback des Eagles de Philadelphie dans le match de wild card des play-offs où il fait deux interceptions dans le premier quart dont un qui débouche sur un touchdown. Durant cette saison, il signe une prolongation de contrat de quatre ans avec une cinquième année en option. Le 20 janvier 2011, il est appelé à remplacer Asante Samuel pour le Pro Bowl 2011. Il remporte, le 6 février 2011, le Super Bowl XLV avec les Packers contre les Steelers de Pittsburgh.
Il annonce sa retraite le 21 mars 2020.